# سفرنامه آدام اولئاریوس
آدام اولئاریوس سفرنامه‌نویس آلمانی بود که در سال ۱۶۰۳ م متولد شد او پس از اتمام تحصیلات خود از طریق فیلیپ کروزیوس وارد دربار شد و موفق شد در هیئتی که فریدریش سوم قصد داشت به روسیه و ایران بفرستد، حضور پیدا کند. آن‌ها پس از سفر به مسکو و امضا قراردادهای مختلف با تزار روسیه در ۳ اوت ۱۶۳۷ م، وارد اصفهان شدند. اولئاریوس در این سفر در مورد آداب و رسوم مردم، مراسم‌های عاشورا، خانه‌ها، محله‌ها، شهرها، قرارهای ملاقات با شاه صفی، نوع مشاغل، خوراک مردم و … صحبت به میان آورده و موفق شده سفرنامه‌ای خلق کند که به جنبه‌های مختلف سیاسی، اجتماعی و فرهنگی ایران به طور کامل بپردازد. این سفرنامه تا حدی مورد استقبال مردم قرار گرفت که اولئاریوس در سال ۱۶۵۶ با سودی که از چاپ اول کتاب نصیبش شده‌بود، کتابش را به چاپ دوم رساند و همچنین در سال‌های ۱۶۶۱٬۱۶۶۳٬۱۶۷۱ دوباره چاپ شد.

## زندگی‌نامهٔ آدام اولئاریوس

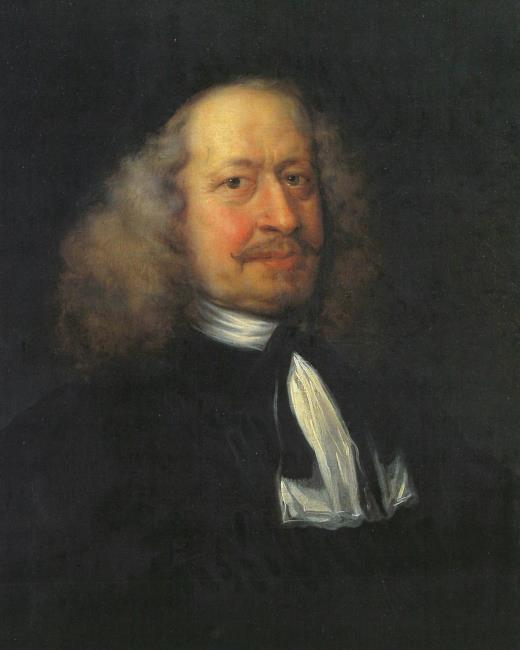
آدام اولئاریوس

آدام اولئاریوس سفرنامه‌نویس آلمانی بود که در سال ۱۶۰۳ م در آشرزلین در ایالات شلزویگِ آلمان متولد شد. اولئاریوس پس از اتمام دبیرستان در حوزهٔ الهیات دانشگاه لایتسیک ثبت نام کرد و موفق شد پس از اتمام دوران دانشگاه خود همان‌جا به عنوان همکار علمی در رشتهٔ فلسفه مشغول به کار شود؛ با این حال او شغل ثابتی نداشت. پس از طریق فیلیپ کروزیوس که حقوقدان دربار فریدریش سوم و سفیر دوم اعزام شده به ایران بود، در هولشتاین مشغول به کار شد.

## محتوا سفرنامه
به جرئت می‌توان گفت ادام اولئاریوس پیشتاز سفرنامه‌نویسان آلمانی بود. سفرنامهٔ او اولین سفرنامه‌ای است که شرایط ایران را به‌طور دقیق بررسی کرده‌است؛ و علاوه بر آن اولئاریوس گلستان سعدی هم ترجمه کرد و همین امر باعث شد سفرنامه‌اش در محافل ادبی آلمان هم راه پیدا کند.

### سفر به روسیه
فریدریش سوم، حاکم هلشتاین تصمیم گرفت هیئتی را به ایران و روسیه بفرستد تا روابط تجاری مابین کشورها و تجارت ابریشم را از طریق دریای خزر، رودخانهٔ ولگا و دریای شمال بهبود بخشد و مشاجرات گذشته را نیز به فراموشی بسپارند. پس هیئتی در اوت ۱۶۳۴ م یه سرپرستی اتوبرو گه مان و فیلیپ کروزیوس وارد مسکو شد. منشی و مشاور سفیران در این هیئت اولئاریوس بود. اتوبرو موفق شد روابط تجاری خوبی را با روسیه آغاز کند و قراردادهایی را به امضا تزار برساند؛ اما رد شدن آن‌ها از روسیه و ورود به ایران به شرط تزار بستگی داشت؛ او گفت در صورتی اجازهٔ این کار را خواهد داد که این قراردادها به تأیید شاه هلشتاین برسد. پس سفیر پس از یکسال و نیم اقامتی که در روسیه داشت در ۶ آوریل ۱۶۳۵ م به هلشتاین بازگشت و حاکم را از شرایط آگاه ساخت. آن‌ها همراه با هدایای بسیاری به سمت ایران به راه افتادند، اولئاریوس دوباره به عنوان منشی سفیران انتخاب شد. او می‌گوید این هیئت شامل ۱۲۹ نفر بوده و به غیر از بزرگان، مردم در صنعت‌ها و حرفه‌های گوناگون نیز با آن‌ها همراه شدند؛ خیاط، آشپز، قایقران، قصاب، مترجم، کفاش، خواننده و… جز این گروه بودند.

### سفر به ایران
هیئت فریدریش سوم در ۲۲ اکتبر ۱۶۳۵ م از هامبورگ به راه افتادند و در ۲۹ مارس به مسکو رسیدند و چون ولگا امنیت کافی نداشت پس سفیران به لطف دولت روسیه با ۳۰ افسر روس همراه شدند تا از خطرات در امان باشند. مسافران در ۱۵ سپتامبر ۱۶۳۶ م وارد آستاراخان شدند. اولئاریوس این شهر را مرز میان ایران و اروپا می‌داند. در این شهر، هیئت آلمانی با بازرگانان ایرانی دیدن کرد و با میوه‌های بسیار پذیرایی شدند. سپس حرکت کردند، به خاطر غرق شدن کشتی مسافران مجبور شدند از طریق خشکی و از راه شاماخی، نیسان آباد، اردبیل، زنجان به اصفهان برسند. پس آن‌ها در ۳۰ دسامبر ۱۶۳۶ م وارد شاماخی شدند و تا ۲۷ مارس ۱۶۳۷ در آنجا اقامت داشتند. در همین زمان اولئاریوس نه تنها به اندازه‌گیری دریای خزر پرداخت بلکه سعی کرد زبان فارسی هم بیاموزد. آن‌ها در ۱۰ آوریل ۱۶۳۷ به اردبیل رفتند و پس از ۲ ماه اقامت در این شهر مجوز حرکت آن‌ها به اصفهان صادر شد و در ۳ اوت ۱۶۳۷ م وارد اصفهان، پایتخت ایران شدند. آن‌ها حدود ۴ ماه در اصفهان حضور داشتند و سپس در ۲۱ دسامبر ۱۶۳۷ م به کشور خود بازگشتند. این هیئت در طول این ۴ ماه چندین بار با شاه صفی ملاقات کرد و اولئاریوس تمام این ملاقات‌ها، صحبت‌ها و مکان‌های دیدار را به خوبی و به‌طور کامل نوشته‌است.
زمانی که آدام اولئاریوس بازگشت، تقاضای تزار روسیه را مبنی بر حضور در دربارش رد کرد و به هلشتاین بازگشت و به عنوان ریاضی‌دان به خدمت ادامه داد.

اولئاریوس مقدمه‌ای در سفرنامه خود نوشته که از فرهنگ ایرانی نشئت گرفته‌است. او از همان آغاز بیان کرده که قصد ندارد چیزی جز حقیقت بنویسد و حتی اندازه‌گیری‌های خود از دریای خزر را از اندازه‌گیری‌ای اشترابو درست‌تر می‌داند. اولئاریوس می‌گوید این اطلاعات را از کشیش‌های پرتغالی، ایتالیایی، اوگوستینی جمع‌آوری کرده‌است یا از آن‌هایی که مدت‌ها پیش در ایران حضور داشتند و همراه هیئت آلمان عازم ایران شدند یا ایرانیانی که قبلاً به آلمان سفر کرده‌بودند و دیگر بازنگشتند؛ مسیحی شده و در آلمان ساکن شدند. اولئاریوس می‌گوید از کتاب‌ها و گفته‌های آن‌ها بهره برده‌است. وی می‌گوید امکان دارد این سفرنامه برای عده‌ای ناخوشایند باشد و در اینجا سخن سعدی را می‌نویسد: 
| « | گلستان را تندتر بخوان و هرجا که برایتان دلچسب بود آرامتر بخوانید و درنگ کنید. | » |

با این حال رمضان نرگسی معتقد است اولئاریوس در سفرنامهٔ خود تعصب به خرج داده و اروپاییان را به صورت‌هایی برتر از ایرانیان به تصویر کشیده‌است. اما در قسمت‌هایی زشتی و بدرفتاری همسفران او تا به حدی می‌رسد که او هم مجبور می‌شود آن‌ها را به تصویر بکشد.
سفرنامهٔ اولئاریوس از لحاظ محتوا تا حدودی شبیه به سفرنامهٔ شاردن است. در این کتاب آداب و رسوم، زندگی اجتماعی، اخلاق ایرانیان، مراسم عاشورا، چهارشنبه سوری، نوع لباس، پرورش کرم ابریشم، چگونگی خواستگاری و همسرگزینی، نوع مشاغل، معاشرت با همسر و خوراک مردم به خوبی شرح داده‌شده‌است. همچنین ساختمان‌های معروف و حتی خانه‌های مردم عادی به دقت و به زیبایی توصیف شده‌است. او در بیشتر اوقات یک مقایسه‌ای میان رفتار ایرانیان و مردم آلمان انجام می‌دهد که در این مقایسه مردم ایران رفتاری بهتر دارند. اولئاریوس همچنین شرح کاملی از اوضاع حکومت، سران آن، تعامل شاه با ولایات و … به دست می‌دهد.

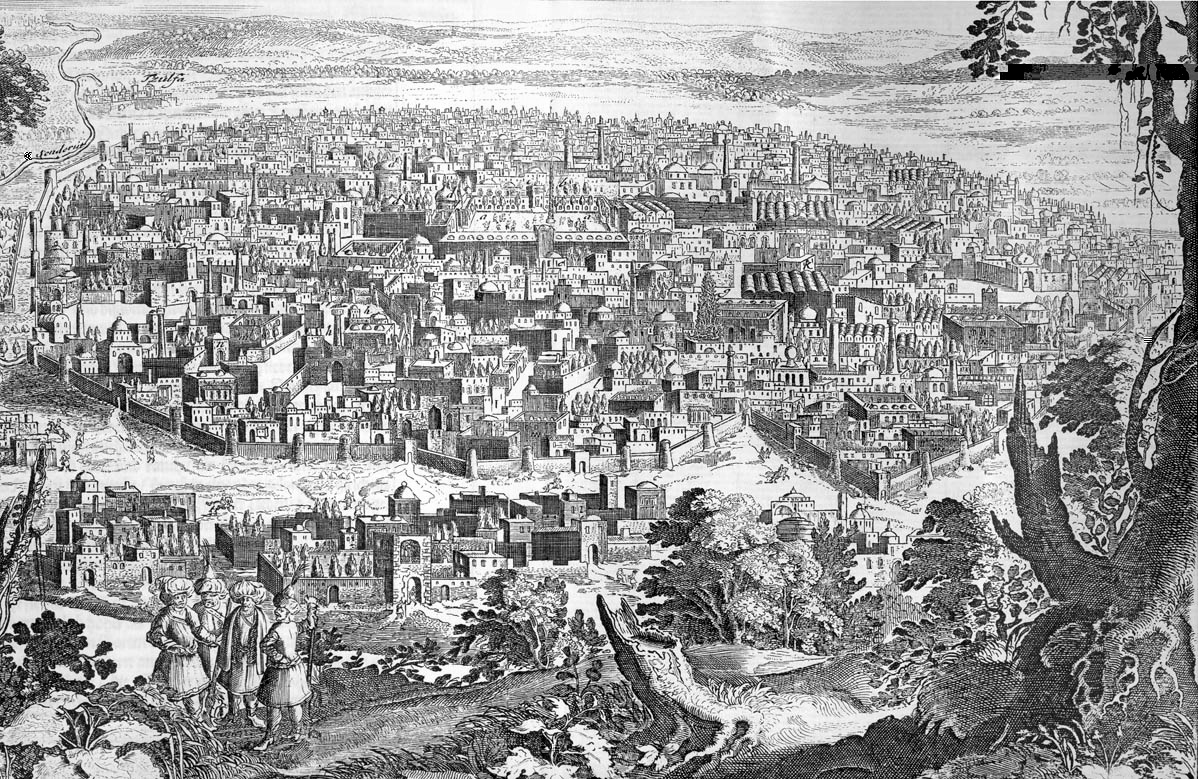
تصویر اصفهان از آدام اولئاریوس
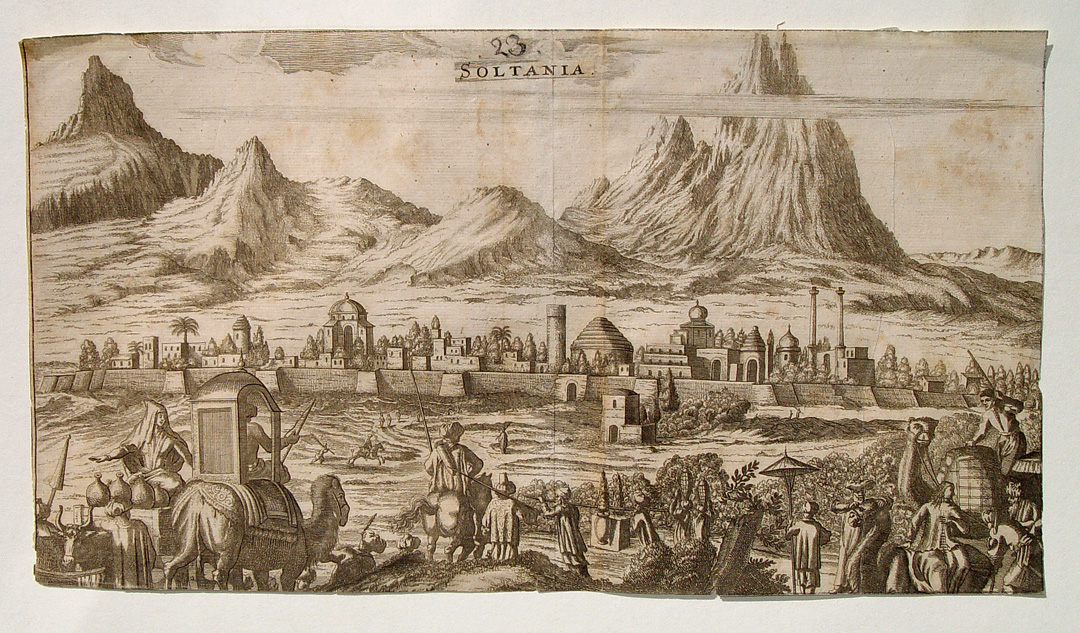
سلطانیه
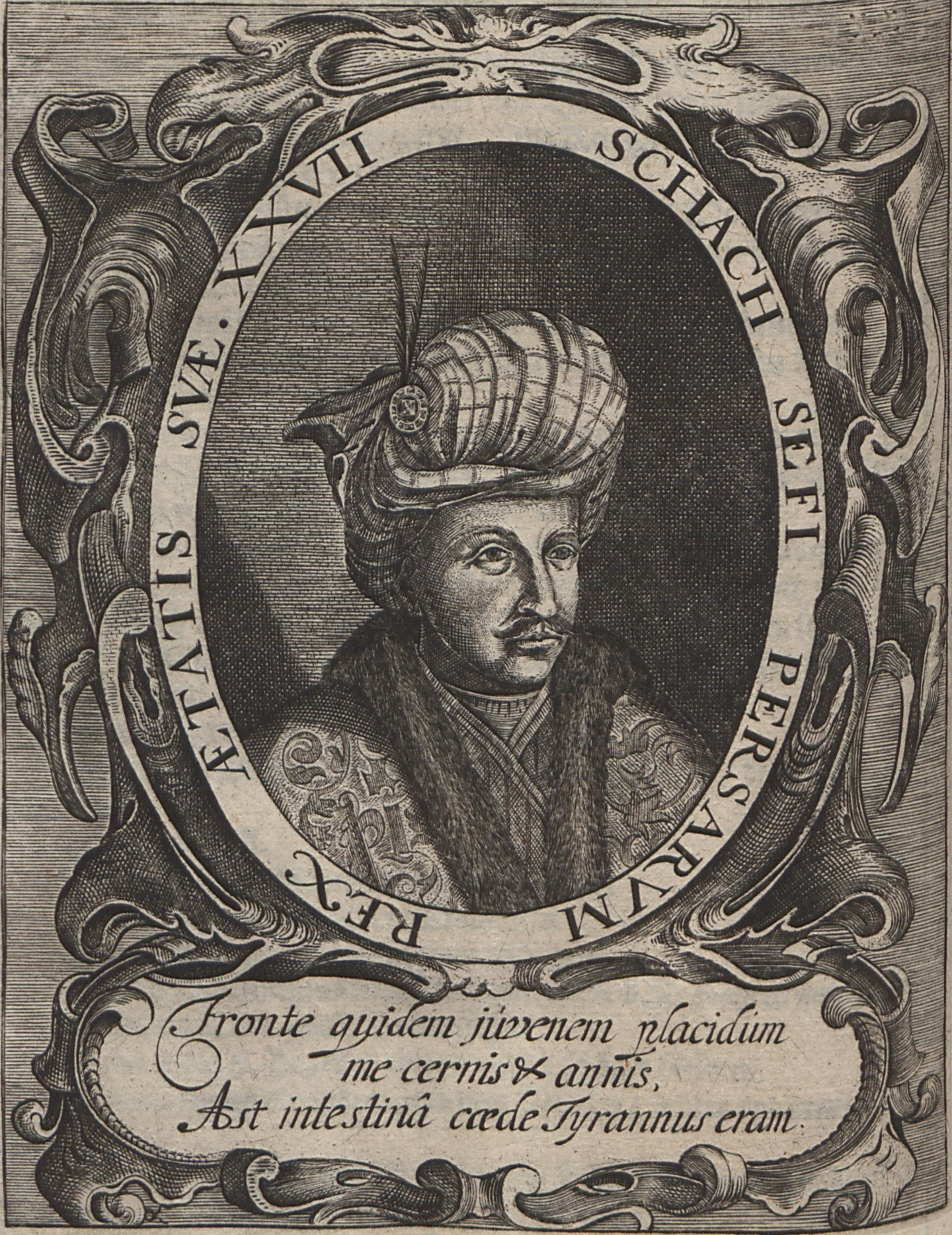
شاه صفی

## وضعیت کتاب
اولئاریوس در سال ۱۶۴۷ م یادداشت‌های سفرهای خود را به چاپ رسانید و استقبال بسیاری از کار او شد. پس با سودی که به دست آورد در سال ۱۶۵۶ م کتاب را به چاپ دوم رساند. این سفرنامه دارای اطلاعات سیاسی، اجتماعی و فرهنگی ارزنده‌ای بود به همین خاطر مردم آلمان آن را بسیار دوست داشتند و همین نکته باعث شد در سال‌های ۱۶۶۱، ۱۶۶۳، ۱۶۷۱ م این سفرنامه دوباره چاپ شود.
هرمان فن اشتادن اولین فردی بود که در سال ۱۹۲۵ م سفرنامه اولئاریوس را به آلمانی معیار چاپ کرد. چاپ بعدی آن توسط دتلوها بود که با ۵۰ تصوی و ۶ نقشه به جز فصل‌های ۳ و ۵ دوباره در سال ۱۹۸۵ سفرنامه‌اش را به چاپ رساند.